# Histoire de l'Agence Bloomberg
Pour un article plus général, voir Agence Bloomberg.
L’Histoire de l'Agence Bloomberg est marquée par plusieurs décennies d'innovations dans le domaine du journalisme et de l'information financière, en particulier le recours à l'infographie et aux bases de données.

## Les débuts dans les bases de données
Michael Bloomberg a commencé sa carrière comme trader en obligations au service de la banque d'investissement américaine Salomon Brothers. L'activité d'origine de Bloomberg, strictement limitée aux taux d'intérêt, reposait sur l'exploitation de terminaux dédiés à la consultation d'une base de données conservant l'historique des courbes de taux des emprunts d'État du Trésor américain. Appelée Innovative Market Systems (IMS), la base de données initiale, a été créée en 1981 par quatre associés issus de la société financière Salomon Brothers, parmi lesquels Michael Bloomberg, qui ont racheté à leur ancien employeur un historique de données.
La société a ensuite ajouté des fonctionnalités, comme un système de messagerie entre professionnels, et des nouvelles et retransmissions de cours d'instruments financiers, alimentant régulièrement la base de données. L'entreprise a fait le choix de commercialiser des terminaux multifonctions haut de gamme, au coût élevé permettant de consulter un historique de long terme et d'en comparer plusieurs.

## La création du service de nouvelles
En 1990, Bloomberg installe son millième terminal chez les clients, et crée la filiale Bloomberg Business News, qui n'emploie alors que six journalistes, parmi lesquels Matthew Winkler, un ancien journaliste du Wall Street Journal, contacté l'année précédente par Michael Bloomberg pour développer son agence dans la production d'informations rédigées. En 1988, Matthew Winkler avait rédigé un portrait de Michael Bloomberg dans le Wall Street Journal.
Michael Bloomberg lui téléphone en novembre 1989 et lui demande « comment faire pour entrer sur le marché de l'information ? ». Matthew Winkler lui conseille de penser à l'avance à s'éviter des conflits d'intérêts. C'est le moment où la croissance décolle. Dix ans après sa fondation en 1981, la société mère avait déjà réalisé 10000 installations chez les clients de son « Bloomberg Professional Service ». Pour se faire connaitre, l'agence de presse passe un  deal avec le New York Times, lui accordant l'accès gratuit à son termina, ce qui est ensuite étendu aux autres médias, mais cinq plus tard, le terminal devient payant.

## La croissance des années 1990
Au début des années 1990, les services de Bloomberg sont vendus sous la forme de deux terminaux, permettant de comparer des graphiques ou des historiques de données, et de faire des recherches sur un des deux terminaux pendant que l'autre est en mode lecture. Michael Bloomberg possède 84 % des parts de sa société, soit un patrimoine de 350 millions de dollars en 1992, ce qui lui permet d'entrer dans le palmarès des 500 premières fortunes américaines du magazine Fortune pour la première fois. C'est 500 millions de dollars deux ans plus tard puis un milliard en 1995, selon le même palmarès. Les années 1990 voient la croissance continuer à un rythme très rapide : 150000 terminaux chez les clients et le logiciel "Bloomberg Tradebook", qui permet de passer des ordres directement de ces terminaux. Au cours de la décennie des années 2000, ce chiffre passera à 300000.
La création de Bloomberg News a coïncidé avec cette croissance et a été la première étape d'autres développements, dans la production audiovisuelle et la presse magazine, même si la principale vocation de cette filiale reste les informations précises et factuelles à destination des clients de l'industrie et de la finance. L'agence s'agrandit en se basant sur une idée simple : vendre cher à des clients ciblés des informations issues d'un fonds documentaire constamment mis à jour. Puis en 1994, face au succès rencontré, l'activité d'agence de presse embauche 300 journalistes.

## Les années 2000
La politique éditoriale reste très rigoureuse. Les adjectifs et adverbes, ainsi que l'expression « mais », sont bannis dans les articles. Le percement de la bulle financière en 2002 cause des soucis au principal concurrent, Reuters et Bloomberg en profite pour passer devant lui. En 2002, Reuters lance son programme Fast Forward comprenant réduction des effectifs et fermetures de centres de production. L'activité recule cinq années de suite, entre 2001 et 2005, tout comme le cours de l'action, qui passe de 17 livres en 2000 à moins de 1 livre trois ans plus tard.
Reuters est racheté, en 2007, pour 17,2 milliards de dollars, par le canadien Thomson, qui possède 53 % du nouvel ensemble, nommé Thomson Reuters et apporte une expertise dans les bases de données spécialisées. Les deux groupes, qui employaient 49 000 personnes à eux deux, se sont alors engagés à réduire de 500 millions de dollars leurs coûts en trois ans.
L'agence de presse Bloomberg recrute en 2008 Norman Pearlstine, un autre éditeur du Wall Street Journal, passé par Time Warner, pour être responsable des contenus éditoriaux de Bloomberg. Il est chargé d'identifier les opportunités de croissance de Bloomberg dans la télévision, la radio, la presse magazine, et les produits online. Il dirige le magazine Bloomberg Businessweek. En 2009 et 2010, Bloomberg réalise un chiffre d'affaires d'environ 6,9 milliards de dollars, stable et reprend en avril 2010 le news magazine américain Businessweek, rebaptisé Bloomberg Businessweek. Il porte depuis la marque Bloomberg Business Week. En 2013, Norman Pearlstine revient chez Time Warner.

## Les années 2010
En 2013, l'Agence Bloomberg a 146 bureaux dans 72 pays, et emploie 2400 personnes pour sa seule activité dans les médias (une agence, une télévision, une radio, et le magazine Bloomberg BusinessWeek), dont 500 pour les produits audiovisuels et internet,,. Les terminaux sont loués à des banques, multinationales ou fonds d'investissement pour 20 000 dollars par employé utilisateur, et ils permettent de transmettre des messages à travers un réseau sécurisé de propriété industrielle. L'agence offre ensuite un service supplémentaire, Bloomberg Anywhere, qui permet d'utiliser les applications du Bloomberg Terminal sur Windows, via un ordinateur classique, ou une application pour Blackberry ainsi ou pour iPhone, permettant un accès nomade.
En mai 2013, Bloomberg annonce avoir bloqué l'accès de ses journalistes à certaines données sur ses terminaux boursiers, après des plaintes de clients soupçonnant les reporters d'avoir utilisé ce canal pour enquêter sur eux. Cette « transparence » règne depuis la création du service dans les années 1990 : « Nos journalistes peuvent depuis longtemps accéder à des données limitées sur les liens de nos clients à leurs terminaux », a déclaré un porte-parole, en réponse aux articles dans les médias. Et de préciser : "Cela n'a jamais concerné de données sécurisées des clients sur leurs positions, leurs transactions ou leurs messages. Les journalistes de Bloomberg n'auraient pas eu accès aux échanges entre clients, ni aux ordres donnés sur les marchés, qui transitent par des plateformes dédiées.
En décembre 2015, Barclays vend ses activités d'indices et d'analyses financiers à Bloomberg, pour 520 millions de livres soit 781 millions de dollars. L'Agence de presse fait partie des rares médias, au même moment, à avoir anticipé l'élection de Donald Trump à la présidence des États-Unis et le Brexit britannique.
Deux journalistes de Bloomberg News comparaissent en septembre 2019 devant les tribunaux turcs, accusés par les autorités d'avoir tenté de saboter l'économie turque après un article sur l'effondrement de la lire. Les deux journalistes font partie de dizaines de prévenus jugés dans le cadre d'un même procès, dont certains sont poursuivis pour avoir simplement posté sur les réseaux sociaux des plaisanteries sur la situation économique.
Le milliardaire Michael Bloomberg, propriétaire du journal, se lance dans la primaire pour l'investiture démocrate de 2020. Il demande à ses 2 700 journalistes de ne pas enquêter sur sa campagne, et par souci d’équité, d’étendre ce traitement préférentiel à ses adversaires démocrates.